# Maine-de-Boixe
Maine-de-Boixe is een gemeente in het Franse departement Charente (regio Nouvelle-Aquitaine) en telt 384 inwoners (1999). De plaats maakt deel uit van het arrondissement Angoulême.

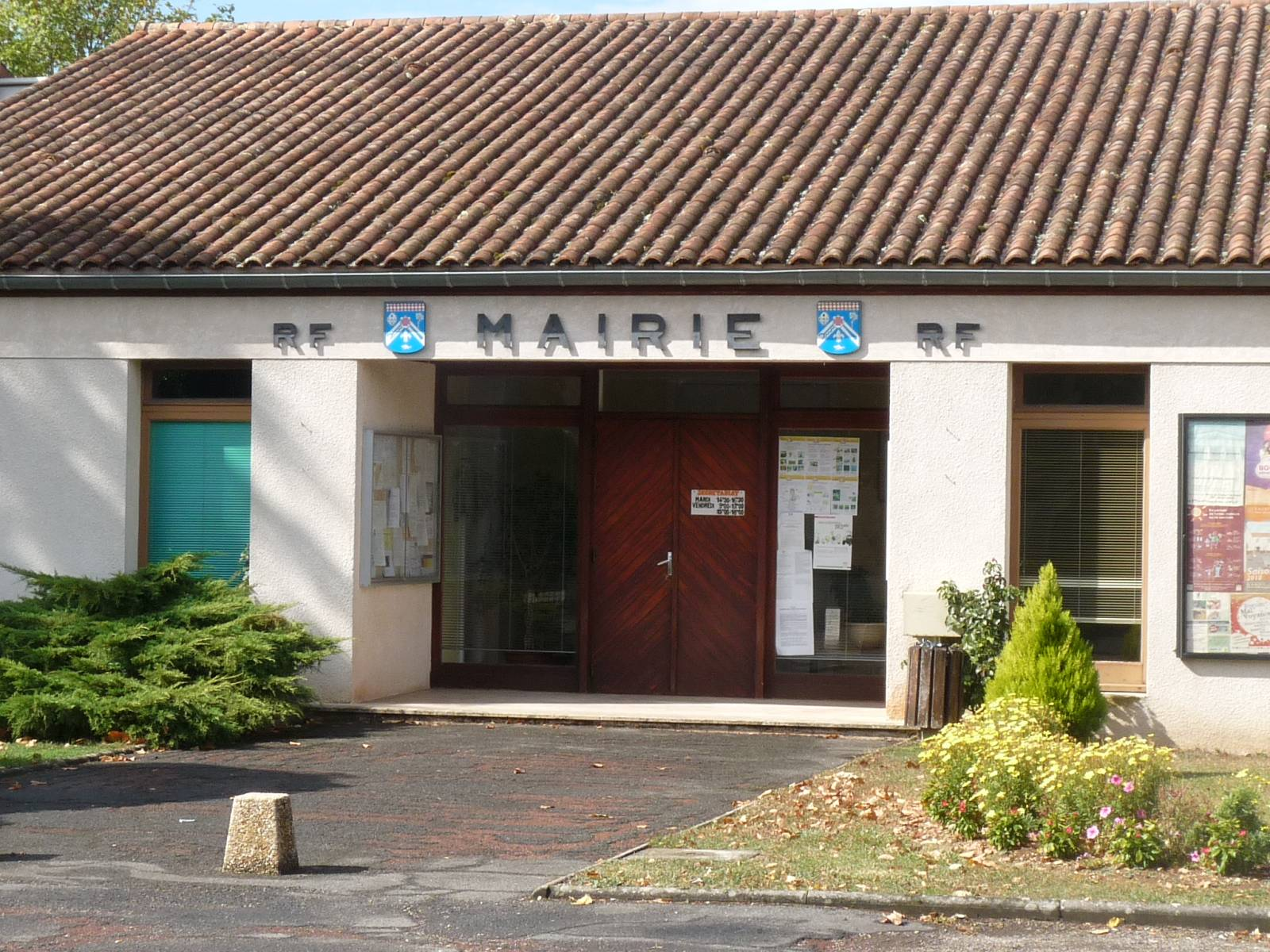
Gemeentehuis
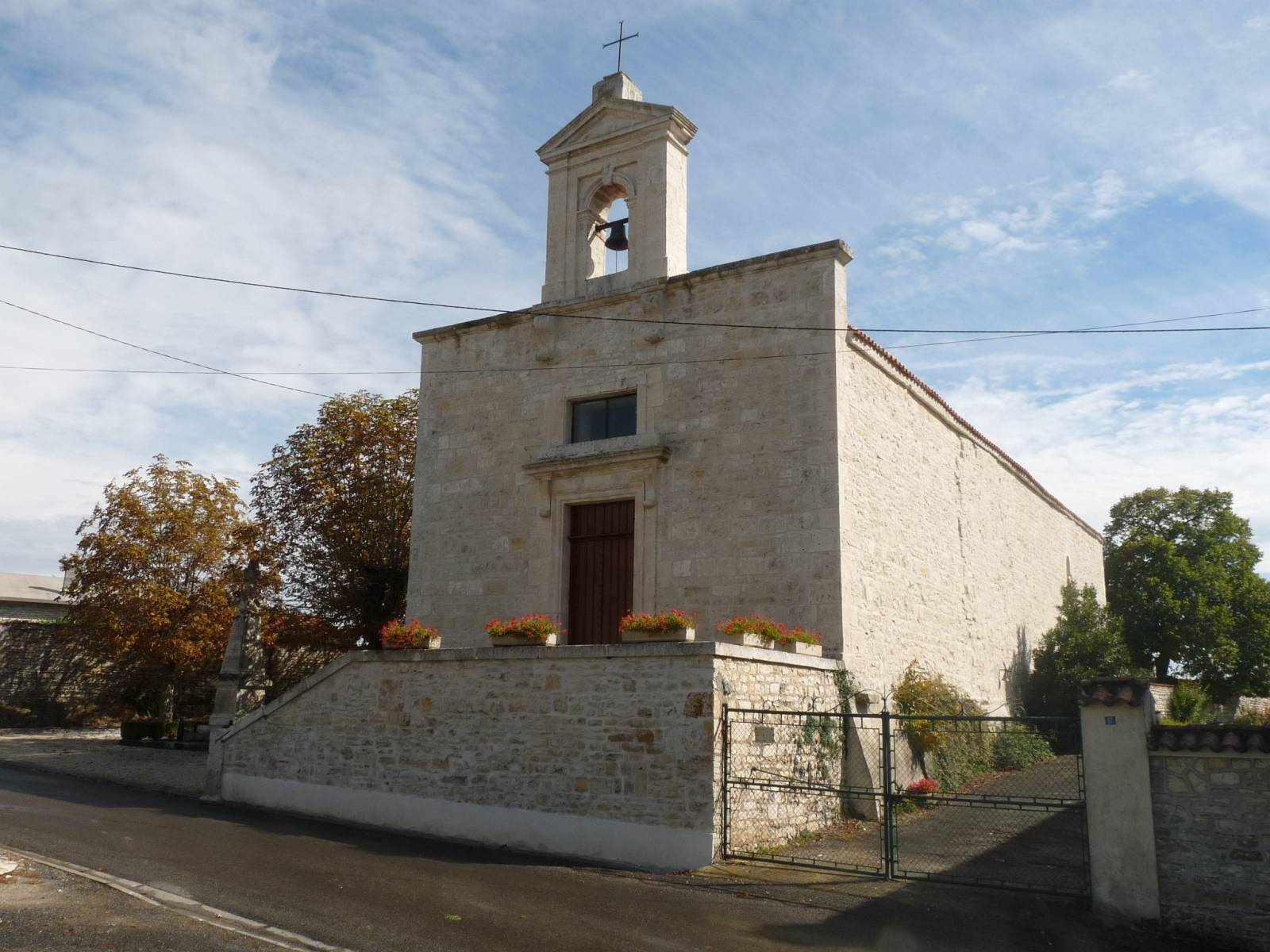
Kerk van Maine-de-Boixe

## Geografie
De oppervlakte van Maine-de-Boixe bedraagt 9,4 km², de bevolkingsdichtheid is 40,9 inwoners per km².
De onderstaande kaart toont de ligging van Maine-de-Boixe met de belangrijkste infrastructuur en aangrenzende gemeenten.

## Demografie
Onderstaande figuur toont het verloop van het inwonertal (bron: INSEE-tellingen).

1. ↑  Populations de référence 2022.